# Конищев (село)
Кони́щев (укр. Конищів) — село на Украине, находится в Мурованокуриловецком районе Винницкой области.
Код КОАТУУ — 0522883001. Население по переписи 2001 года составляет 908 человек. Почтовый индекс — 23410. Телефонный код — 4356.
Занимает площадь 2,707 км².
Достоверно неизвестно, когда село было основано. В карте Подолья Боплана, которая датируется 1650 годом, встречается название "Konijkow".

## Адрес местного совета
23410, Винницкая область, Мурованокуриловецкий р-н, с. Конищев, ул. Ленина, 23